# Centro de Convenciones de Oregón
El Centro de Convenciones de Oregón (Oregon Convention Center) es un centro de convenciones ubicado en la ciudad de Portland, la ciudad más grande del estado de Oregón (Estados Unidos). Su construcción terminó en el año 1989 e inició operaciones en 1990. Se encuentra localizado en el lado este del río Willamete en el Distrito Lloyd de la misma ciudad. Se distingue principalmente por sus dos torres con chapiteles que le generan luz interior al edificio y por albergar el péndulo de Foucault más grande del mundo. El inmueble es propiedad del gobierno regional del área metropolitana de Portland (conocido como Metro), y operado por la Comisión de Recreación y Exposiciones Metropolitana.
El edificio fue diseñado por la compañía de arquitectos Zimmer Gunsul Frasca Architects (ZGF). Es el centro de convenciones más grande del estado de Oregón con un área de 93 000 m², que incluye 23 700 m² para exhibiciones, así como el salón de baile más grande la ciudad de Portland con 3300 m². El inmueble original fue terminado a finales de los años 1980, y abrió sus puertas el año siguiente. Fue sometido a una ampliación en el 2003. ZGF también participó en este proceso de expansión.
El complejo también contiene espacios para arte público con obras de artistas nativos del noroeste del país. Esta colección incluye pinturas, placas, azulejos de vidrio y cerámica, candeleros, mosaicos, campanas y trozos de pinos de Oregón. En el área de las torres destacan un barco-dragón, la obra contemporánea Principia de Jones y Ginzel, el péndulo de Foucault que se encuentra suspendido sobre un halo dorado, y un sistema solar imaginario.
La construcción de una plaza (Oregon Convention Center Plaza) con un área de 2800 m², en el lado este del centro de convenciones, inició en el 2011 y se abrió al público en el mes de enero de 2012.
| Predecesor: Ergo Arena Sopot 2014 | Sede del Campeonato del Mundo de Atletismo en Pista Cubierta Portland 2016 | Sucesor: National Indoor Arena Birmingham 2018 |